# Szosznovszkojei járás

A Szosznovszkojei járás a Nyizsnyij Novgorod-i területen

A Szosznovszkojei járás (oroszul Сосновский район) Oroszország egyik járása a Nyizsnyij Novgorod-i területen. Székhelye Szosznovszkoje.

## Népesség
- 1989-ben 25 513 lakosa volt.
- 2002-ben 21 923 lakosa volt.
- 2010-ben 19 546 lakosa volt, melynek 99%-a orosz.